# Karlo V., kralj Francuske
Karlo V. Mudri (Vincennes, 21. siječnja 1338. – Nogent-sur-Marne, 16. rujna 1380.), francuski kralj 1364. – 1380. godine iz dinastije Valois.

## Životopis
Godine 1356. njegov otac, francuski kralj Ivan II. Dobri, pao je u englesko zarobljeništvo, nakon čega je Karlo preuzeo vlast u zemlji kao regent. Njegovi pokušaji skupljanja otkupnine za oca su, osim velika novčana opterećenja za stanovništvo, završili neuspjehom. Novac nije uspio prikupiti niti sam Ivan II. po dolasku iz zarobljeništva. 
Poslije očeve smrti 8. travnja 1364. godine, Karlo V. je napokon postao slobodan upravljati državom po svojoj želji. U prvom razdoblju vladavine mir s Englezima sklopljen u vrijeme dogovora o otkupu Ivana II. još uvijek je držao. U kratkom ratu pretenzije kralja Navarre Karla II. Nevaljalog na francusku krunu su spriječene, ali to više-manje mirno razdoblje nije potrajalo.
Početkom sedamdesetih godina 14. stoljeća rat s Engleskom nastavio se s velikim uspjesima i još većim kritikama na način njegova vođenja. Dok su mu otac i djed zagovarili velike odlučujuće bitke koje su na kraju gubili, Karlo V. borio se neviteškim načinom. U trenutku pojavljivanja engleske vojske, francuska bi se raspršila izbjegavajući borbu. Taj način, koji se pokazao učinkovitijim u većini tadašnje Zapadne Europe, osuđen je kao neplemenitaški, kukavički. Još jedan razlog za takvu osudu nalazio se i u Karlovu odbijanju odlaska na vojni pohod. Naposlijetku, bio je uspješan, pošto se vojska kraljevstva podijelila na nekoliko manjih gotovo gerilskih odreda koji su vršili blokade gradova u rukama Engleske do trenutka njihove predaje. S druge strane, brojnija engleska vojska nikako nije mogla stići na vrijeme spasiti sve opsjednute gradove.
Takvo njegovo navodno kukavištvo udruženo s odbijanjem odlaska u križarski rat i dizanjem poreza za vojsku koja nikoga ne štiti (Francuska vojska je po svaku cijenu izbjegavala sukob s Engleskom) dovelo je do pobuna. Najvažnija od njih izbila je u Parizu, ali stalne prijetnje vanjskoga neprijatelja ishodovale su njihovim smirivanjima.
Pored ostaloga, kao veliki ljubitelj umjetnosti Karlo V. osnovao je prvu kraljevsku knjižnicu (Bibliothèque du Roi).
Umro je 19. rujna 1380. godine, a naslijedio ga maloljetni sin Karlo VI.

## Poveznice
- Popis francuskih vladara

## Vanjske poveznice
- Karlo V. Mudri Hrvatska enciklopedija

| Prethodnik:                    | Kralj Francuske | Nasljednik:               |
| Ivan II. Dobri (1350. – 1364.) | Kralj Francuske | Karlo VI. (1380. – 1422.) |